# Холт (Минесота)
Холт (енгл. Holt) град је у америчкој савезној држави Минесота.

## Демографија
По попису из 2010. године број становника је 88, што је 1 (-1,1%) становника мање него 2000. године.
| Група             | 2000.      | 2010.      |
| Белци             | 87 (97,8%) | 82 (93,2%) |
| Афроамериканци    | 0 (0,0%)   | 1 (1,1%)   |
| Азијати           | 1 (1,1%)   | 0 (0,0%)   |
| Хиспаноамериканци | 0 (0,0%)   | 1 (1,1%)   |
| Укупно            | 89         | 88         |